# Pachydota nitens
Pachydota nitens là một loài bướm đêm thuộc phân họ Arctiinae, họ Erebidae.